# Ljiljana Buttler
Ljiljana Buttler (* 14. Dezember 1944 in Belgrad; † 26. April 2010 in Düsseldorf, eigentlich Ljiljana Petrović) war eine jugoslawische Sängerin. Die Tochter einer kroatischen Sängerin und eines serbischen Roma-Akkordeonisten wuchs in der bosnischen Stadt Bijeljina auf. Anfangs sprang sie gelegentlich in Bars, Lokalen und Kneipen für ihre Mutter ein, was sie später nach folgenden Erfolgserlebnissen beruflich fortsetzte. Mit der Zeit stieg ihr Bekanntheitsgrad immer mehr an. Ihr Musikstil wurde als Gypsy Soul bezeichnet. Ljiljana zog sich 1987 aus der Musikszene zurück und emigrierte später wegen des Jugoslawienkrieges nach Deutschland. Erst 2002 kehrte sie in das ehemalige Jugoslawien zurück, wo sie mit der bosnischen Band „Mostar Sevdah Reunion“ ein Album aufnahm.

## Diskografie
- Romensa (EP) - Jugoton EPY - 3296
- Djelem, Djelem Daje (LP) - RTLV LD 0720
- Pevam Do Zore - Zabavljam Druge (LP) - ZKP RTV LD 0868
- The Mother of Gypsy Soul - Snail Records, 2002
- The Legends of Life - Snail Records, 2005
- Frozen Roses - Snail Records, 2009